# Ognjen Damnjanović
Ognjen Damnjanović (in serbo Огњан Дамњановић?; Šabac, 20 aprile 1985) è un calciatore serbo, attaccante del Partizan Vitojevci.

## Carriera

### Club
Il 7 febbraio 2019 viene acquistato a titolo definitivo dalla squadra serba dell'Inđija.